# Фриче, Ганс
Ганс Фриче (Фрицше, нем. Hans Fritzsche, 21 апреля 1900, Бохум, Вестфалия, Германская империя — 27 сентября 1953, Кёльн, Северный Рейн-Вестфалия, ФРГ) — немецкий нацистский пропагандист, радиоведущий, высокопоставленный чиновник Министерства народного просвещения и пропаганды Йозефа Геббельса.

## Биография
Родился в Бохуме в семье почтальона. В 1917 году поступил добровольцем на службу в Германскую императорскую армию в звании рядового, служил во Фландрии. Там он получил Железный крест 2-го класса.
С 1920-х годов — журналист концерна Гугенберга и один из пионеров политического радиовещания в Германии. С сентября 1932 года — глава новостного радиовещания. 1 мая 1933 года вступил в НСДАП, возглавлял отдел радио в Министерстве народного просвещения и пропаганды, потом получил повышение до главы новостного отдела министерства. В 1938—1942 годах возглавлял отдел внутригосударственной прессы, но затем его вернул себе сам Геббельс, а Фриче стал вновь отвечать за радио. Вещал до конца войны, поддерживая боевой дух солдат и граждан Рейха. Вёл еженедельную передачу «Говорит Ганс Фриче».
Во время падения нацистского режима Фриче был в Берлине и капитулировал вместе с последними защитниками города 2 мая 1945 года, сдавшись в плен Красной армии.

### Фриче на Нюрнбергском процессе
Предстал перед Нюрнбергским процессом, где вместе с Юлиусом Штрейхером (ввиду гибели Геббельса) был привлечён к ответственности за распространение нацистской пропаганды. Фриче рассматривался в качестве неофициального кандидата для «замены» доктора Геббельса, отсутствовавшего на процессе, что, возможно, повлияло на позиции обвинения.
Ганс Фриче в своих показаниях на Нюрнбергском процессе заявил, что он «организовал широкую кампанию антисоветской пропаганды, пытаясь убедить общественность в том, что в этой войне повинна не Германия, а Советский Союз. Никаких оснований к тому, чтобы обвинять СССР в подготовке военного нападения на Германию, у нас не было».
В отличие от Штрейхера, приговорённого к смертной казни, Фриче был оправдан по всем трём обвинениям: суд счёл доказанным, что он не призывал к преступлениям против человечности, не участвовал в военных преступлениях и заговорах с целью захвата власти.
Фриче стал одним из трёх оправданных в Нюрнберге (с Ялмаром Шахтом и Францем фон Папеном). От имени нескольких групп немецких военнопленных, содержавшихся в советских лагерях МВД, были направлены письма, в которых те требовали вынести всем троим смертный приговор.
Однако в дальнейшем Фриче, как и Шахт с фон Папеном, был осуждён за другие преступления комиссией по денацификации. Получив в качестве наказания 9 лет заключения, Фриче вышел на свободу по состоянию здоровья в 1950 году и умер от рака через три года.